# Himno nacional de la Unión Soviética
El Himno estatal de la Unión Soviética (ruso: Гимн Советского Союза, transliteración: Gimn Sovetskogo Sojuza) fue el himno nacional de la Unión Soviética. Reemplazó a La Internacional como el himno nacional el 15 de marzo de 1944. La letra fue escrita por Serguéi Mijalkov (nacido en 1913) en colaboración con Gabriel El-Reguistán y la música fue compuesta por Aleksandr Aleksándrov. El himno fue creado para que los soldados soviéticos sientan mayor patriotismo, porque responderían mejor a un himno dedicado a la Unión Soviética que a uno dedicado a un movimiento mundial. La canción fue originalmente el himno del Partido Bolchevique, con letra de Vasili Lébedev-Kumach en 1939.

## Historia
El primer himno nacional de la Unión Soviética, utilizado entre 1922 y 1943, fue la canción "La Internacional" (L'Internationale), una canción francesa dedicada a la Comuna de París de 1871. En 1938, el compositor Aleksandr Aleksándrov y el poeta Vasili Lébedev-Kumach escribieron y compusieron, con el apoyo del secretario general Stalin, el "Himno del Partido Bolchevique", el cual como su nombre lo indica, era el himno oficial del Partido Comunista Soviético. Este se entonaba regularmente durante los Congresos del partido.
Tras el inicio de la Segunda Guerra Mundial, se fomentó el patriotismo,por lo que se decidió abandonar como himno a La Internacional, que fomentaba la revolución mundial, y crear un himno más patriótico.
En 1943 se celebró un concurso para designar al himno de la URSS. La comisión gubernamental designada para escoger al himno estaba encabezada por Kliment Voroshílov. Cada compositor recibió 100,000 rublos por participar en el concurso. Participaron un total de 170 compositores, los cuales presentaron 223 versiones del himno; entre las canciones candidatas estaban "Да здравствует наша держава" (¡Viva nuestro país!), del compositor Boris Aleksandrov. Otros 19 poetas presentaron sus himnos candidatos, entre ellos,  Vasili Lébedev-Kumach, Víktor Gusev, Nikolái Tíjonov,  Mijaíl Isakovski, Pável Antokolski, Samad Vurgun y Yevgueni Dolmatovski.

Las audiciones se llevaron en la Sala Beethoven del Teatro Bolshói en Moscú, y continuaron hasta el 16 de noviembre de 1943. El "Himno del Partido Bolchevique", de Aleksandr Aleksándrov, resultó ganador, resultando finalmente aprobado el 14 de diciembre de 1943. El nuevo himno se interpretó por primera vez la noche del 31 de diciembre de 1943 al 1 de enero de 1944, en la versión para coro y orquesta sinfónica de Serguéi Vasilenko, pero a los máximos dirigentes del país no les gustó esta edición, por lo que en marzo del mismo año se completó apresuradamente la segunda edición (orquestada por Dmitri Rogal-Levitski). En esta edición, que se escuchó públicamente por primera vez en la estación Radio de Toda la Unión la noche del 17 al 18 de abril de 1944, se utilizó la versión definitiva, la cual se sigue utilizando en la actualidad inclusive en el Himno nacional de Rusia desde 1991.

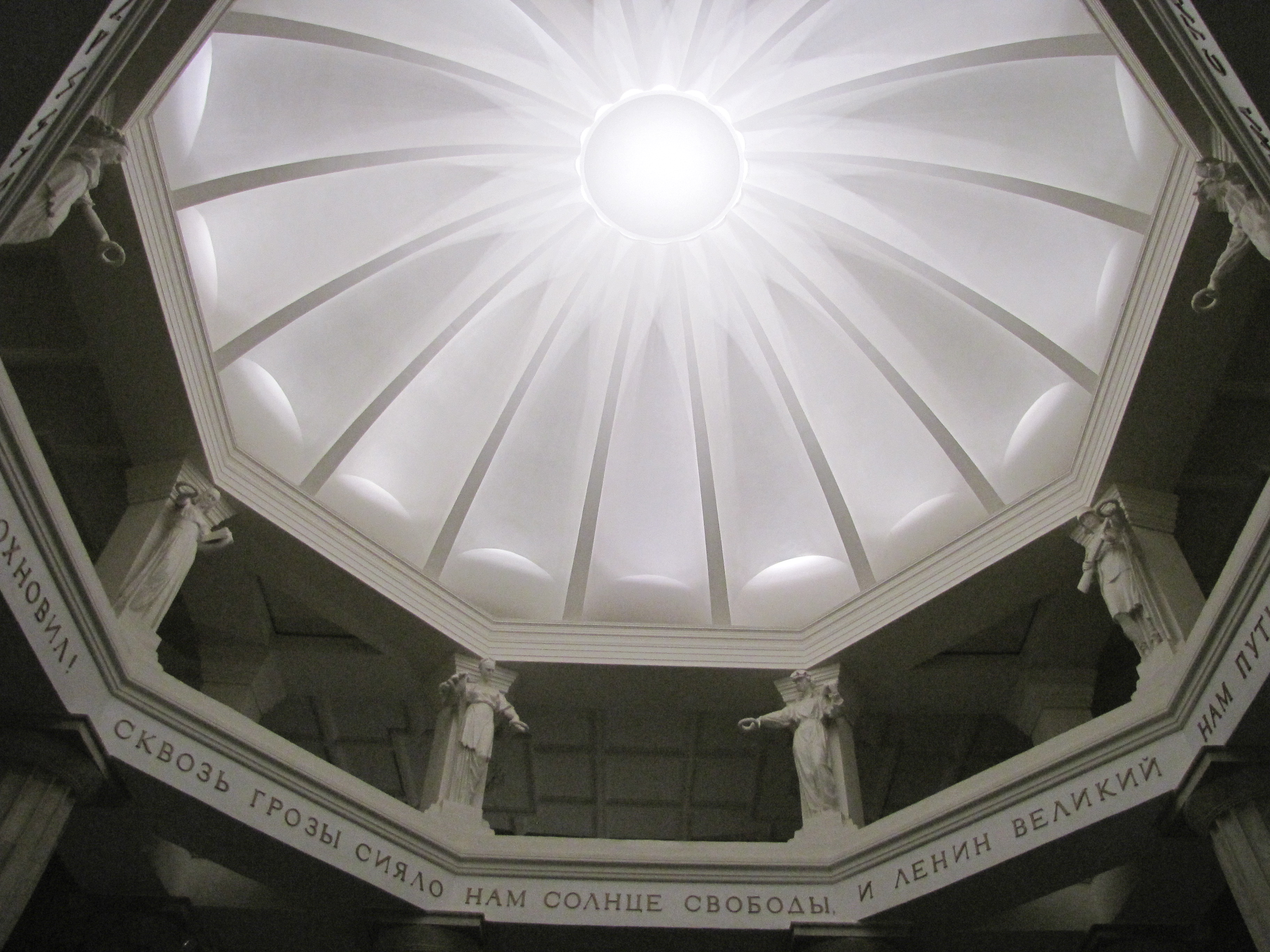
Una de las estrofas del himno

## Letra
Después del colapso de la Unión Soviética en 1991, Rusia adoptó un nuevo himno, pero en 2000, el antiguo himno soviético fue adoptado, con nueva letra, representando a la nueva Rusia postsoviética y sin mencionar al comunismo. 

### Versión de 1977 a 1991
| Ruso original Союз нерушимый республик свободных Сплотила навеки Великая Рус. Да здравствует созданный волей народов Единый, могучий Советский Союз! Припев: Славься, Отечество наше свободное, Дружбы народов надёжный оплот! Партия Ленина—сила народная Нас к торжеству коммунизма ведёт! Сквозь грозы сияло нам солнце свободы, И Ленин великий нам путь озарил: На правое дело он поднял народы, На труд и на подвиги нас вдохновил! Припев В победе бессмертных идей коммунизма Мы видим грядущее нашей страны, И Красному знамени славной Отчизны Мы будем всегда беззаветно верны! Припев | Alfabeto latino ruso Sojuz nerušimyj respublik svobodnyh Splotila naveki velikaja Rus! Da zdravstvujet sozdannyj volej narodov Jedinyj, mogučij Sovetskij Sojuz! Pripev: Slavjsja, Otečestvo naše svobodnoje, Družby narodov nadjožnyj oplot, Partija Lenina — sila narodnaja Nas k toržestvu kommunizma vedjot! Skvozj grozy sijalo nam solnce svobody, I Lenin velikij nam putj ozaril, Na pravoje delo on podnjal narody, Na trud i na podvigi nas vdohnovil! Pripev V pobede bessmertnyh idej kommunizma My vidim graduščeje našej strany, I krasnomu znameni slavnoj otčizny My budem vsegda bezzavetno verny! Pripev | Transcripción AFI [sɐˈjus nʲɪruˈʂɨmɨj rʲɪsˈpublʲɪk svɐˈbodnɨx] [splɐˈtʲilə nɐˈvʲekʲɪ vʲɪˈlʲikəjɪ ˈrusʲ] [də ˈzdrastvujɪt ˈsozdənɨj ˈvolʲɪj nɐˈrodəf] [jɪˈdʲinɨj mɐˈɡutɕɪj sɐˈvʲɛtskʲɪj sɐˈjus] [prʲɪˈpʲef] [ˈslafʲsʲə ɐˈtʲetɕɪstvə ˈnaʂɨ svɐˈbodnəjɪ] [ˈdruʐbɨ nɐˈrodəf nɐˈdʲoʐnɨj ɐˈplot] [ˈpartʲɪjə ˈlʲenʲɪnə sʲilə nɐˈrodnəjə] [nɐs k‿tərʐɨstˈvu kəmuˈnʲizmə vʲɪˈdʲot] [skvəzʲˈɡrozɨ sʲɪˈjalɐ nam ˈsontsɪ svɐˈbodɨ] [i ˈlʲenʲɪn vʲɪˈlʲikʲɪj nɐm ˈputʲ əzɐˈrʲil] [nɐ ˈpravəjɪ ˈdʲɛlə on ˈpodnʲɪl naˈrodɨ] [nɐ ˈtrud i nɐ ˈpodvʲɪɡʲɪ ˈnas vdəxnɐvʲɪl] [prʲɪˈpʲef] [f‿pɐˈbʲedʲɪ bʲɪˈsmʲɛrtnɨx ɪˈdʲej kəmuˈnʲizmə] [mɨ ˈvʲidʲɪm ɡrʲɪˈduɕːiə ˈnaʂɨj stranɨ] [i ˈkrasnəmu ˈznamʲɪnʲɪ ˈslavnəj ɐˈtɕiznɨ] [mɨ ˈbudʲɪm fsʲɪɡˈda bɪzːɐˈvʲɛtnə vʲɪrˈnɨ] [prʲɪˈpʲef] | Traducción al español ¡Unión irrompible de repúblicas libres Que la Gran Rusia ha unido por los siglos! ¡Larga vida a la fundada por la voluntad del pueblo, La única y poderosa, Unión Soviética! Estribillo: ¡Sé gloriosa, nuestra patria libre, Confiable fortaleza de amistad entre los pueblos. ¡El partido de Lenin, la fuerza del pueblo, Nos lleva al triunfo del comunismo! Entre las tempestades el sol de la libertad nos resplandeció, Y el gran Lenin nos alumbró la senda. ¡Alzó a los pueblos por una causa justa, Inspirándonos para el trabajo y las hazañas! Estribillo En la victoria del inmortal ideal comunista, Vemos el porvenir de nuestro país. ¡Y a la bandera roja de la gloriosa Patria seremos para siempre sin duda leales! Estribillo |

### Versión anterior de 1943 a 1953
Stalin fue originalmente mencionado en la letra, pero después de su muerte en 1953, el texto referente a Stalin se tornó inaceptable, por lo que fue eliminado, sufriendo así el himno cambios en su letra. La nueva versión hacía referencia al partido de Lenin y al comunismo, y su título cambió por el de "Himno del Estado de la Unión de Repúblicas Socialistas Soviéticas" (Госуда́рственный гимн Сою́за Сове́тских Социалисти́ческих Респу́блик).

En los tres estribillo, cambia la primera palabra del segundo verso ("XXX народов надёжный оплот!"): primero "fuerte seguro de la amistad" (дружбы, družby), luego "fuerte seguro de la felicidad" (счастья / sčastjä) y finalmente "fuerte seguro de la gloria" (славы / slavy).  
| Ruso original Союз нерушимый республик свободных Сплотила навеки Великая Русь. Да здравствует созданный волей народов Единый, могучий Советский Союз! Славься, Отечество наше свободное, Дружбы народов надёжный оплот!. Знамя советское, знамя народное Пусть от победы к победе ведёт! Сквозь грозы сияло нам солнце свободы, И Ленин великий нам путь озарил: Нас вырастил Сталин – на верность народу, На труд и на подвиги нас вдохновил! Славься, Отечество наше свободное, Счастья народов надёжный оплот! Знамя советское, знамя народное Пусть от победы к победе ведёт! Мы армию нашу растили в сраженьях. Захватчиков подлых с дороги сметём! Мы в битвах решаем судьбу поколений, Мы к славе Отчизну свою поведём! Славься, Отечество наше свободное, Славы народов надёжный оплот! Знамя советское, знамя народное Пусть от победы к победе ведёт! | Alfabeto latino ruso Sojuz nerušimyj respublik svobodnyh Splotila naveki velikaja Rusj! Da zdravstvujet sozdannyj volej narodov Jedinyj, mogučij Sovetskij Sojuz! Slavjsä, Otečestvo naše svobodnoje, Družby narodov nadöžnyj oplot, Znamä sovetskoje, znamä narodnoje Pustj ot pobedy k pobede vedöt! Skvozj grozy sijalo nam solnce svobody, I Lenin velikij nam putj ozaril: Nas vyrastil Stalin — na vernostj narodu, Na trud i na podvigi nas vdohnovil! Slavjsä, Otečestvo naše svobodnoje, Sčastjä narodov nadöžnyj oplot, Znamä sovetskoje, znamä narodnoje Pustj ot pobedy k pobede vedöt! My armiju našu rastili v sraženjäh, Zahvatčikov podlyh s dorogi smetöm! My v bitvah rešajem sudjbu pokolenij, My k slave Otčiznu svoju povedöm! Slavjsä, Otečestvo naše svobodnoje, Slavy narodov nadöžnyj oplot, Znamä sovetskoje, znamä narodnoje Pustj ot pobedy k pobede vedöt! | Transcripción AFI [sɐˈjʉs nʲɪrʊˈʂɨmɨj rʲɪsˈpublʲɪk svɐˈbodnɨx] [splɐˈtʲilə nɐˈvʲekʲɪ vʲɪˈlʲikəjə ˈrusʲ] [ˈda ˈzdrastvʊjɪt ˈsozdənːɨj ˈvolʲɪj nɐˈrodəf] [jɪˈdʲinɨj mɐˈgutɕɪj sɐˈvʲetskʲɪj sɐˈjʉs] [ˈslafʲsʲə ɐˈtʲetɕɪstvə ˈnaʂɨ svɐˈbodnəjə] [ˈdruʐbɨ nɐˈrodəf nɐˈdʲɵʐnɨj ɐpˈlot] [ˈznamʲə sɐˈvʲetskəjə ˈznamʲə nɐˈrodnəjə] [ˈpusʲtʲ ɐt pɐˈbʲedɨ k‿pɐˈbʲedʲɪ vʲɪˈdʲɵt] [ˈskvosʲ ˈgrozɨ sʲɪjæˈlə ˈnam ˈsontsɨ svɐˈbodɨ] [ˈi ˈlʲenʲɪn vʲɪˈlʲikʲɪj ˈnam ˈputʲ ɐzɐˈrʲil] [ˈnas ˈvɨrəsʲtʲɪl ˈstalʲɪn nə ˈvʲernəsʲtʲ ˈnɐrodʊ] [nə ˈtrut ˈi nə ˈpodvʲɪɡʲɪ ˈnas vdəxnɐˈvʲil] [ˈslafʲsʲə ɐˈtʲetɕɪstvə ˈnaʂɨ svɐˈbodnəjə] [ˈɕːæsʲtʲjə nɐˈrodəf nɐˈdʲɵʐnɨj ɐpˈlot] [ˈznamʲə sɐˈvʲetskəjə ˈznamʲə nɐˈrodnəjə] [ˈpusʲtʲ ɐt pɐˈbʲedɨ k‿pɐˈbʲedʲɪ vʲɪˈdʲɵt] [ˈmɨ ˈarmʲɪjʉ ˈnaʂʊ rɐsʲˈtʲilʲɪ f‿srɐˈʐɛnʲjəx] [zɐxˈvatɕːɪkəf ˈpodlɨx z‿ˈdɐˈroɡʲɪ smʲɪˈtʲɵm] [ˈmɨ v‿ˈbʲitvəx rʲɪˈʂajɪm sʊdʲˈbu pəkɐˈlʲenʲɪj] [ˈmɨ k‿ˈslavʲɪ ɐˈtɕːiznʊ svɐˈju pəvʲɪˈdʲɵm] [ˈslafʲsʲə ɐˈtʲetɕɪstvə ˈnaʂɨ svɐˈbodnəjə] [ˈslavɨ nɐˈrodəf nɐˈdʲɵʐnɨj ɐpˈlot] [ˈznamʲə sɐˈvʲetskəjə ˈznamʲə nɐˈrodnəjə] [ˈpusʲtʲ ɐt pɐˈbʲedɨ k‿pɐˈbʲedʲɪ vʲɪˈdʲɵt] | Traducción al español ¡Tenaz unión de repúblicas libres Que la Gran Rusia ha unido por siempre! ¡Larga vida al anhelo del pueblo, Unida y fuerte, la Unión Soviética! Estribillo: ¡Gloria, patria, por tu libertad, Refugio seguro de la amistad entre los pueblos. El estandarte soviético es la bandera del pueblo, Llévanos de victoria en victoria! Tras la tempestad brilló el sol de la libertad, y el prócer Lenin alumbró la senda; Stalin nos ha educado en la fidelidad al pueblo; ¡inspirándonos para el trabajo y las hazañas! Estribillo: ¡Gloria, patria, por tu libertad, Refugio seguro de la felicidad entre los pueblos. El estandarte soviético es la bandera del pueblo, Llévanos de victoria en victoria! Nosotros forjamos nuestro ejército en las batallas, a los nefastos invasores barreremos del camino. en batalla decidiremos el destino de generaciones, ¡Nosotros dirigiremos nuestra patria al triunfo! Estribillo: ¡Gloria, patria, por tu libertad, Refugio seguro de la gloria entre los pueblos. El estandarte soviético es la bandera del pueblo, Llévanos de victoria en victoria! |

## De 1922 a 1944
El himno nacional de la Unión Soviética fue la versión en ruso de la Internacional (traducción de Arkadi Yákovlevich Kots).
| Ruso original Вставай, проклятьем заклеймённый, Весь мир голодных и рабов! Кипит наш разум возмущённый И в смертный бой вести готов. Весь мир насилья мы разрушим До основанья, а затем Мы наш, мы новый мир построим, – Кто был ничем, тот станет всем. Припев: Это есть наш последний И решительный бой; С Интернационалом Воспрянет род людской! Никто не даст нам избавленья: Ни бог, ни царь и не герой! Добьёмся мы освобожденья Своею собственной рукой. Чтоб свергнуть гнёт рукой умелой, Отвоевать своё добро, – Вздувайте горн и куйте смело, Пока железо горячо! Припев Довольно кровь сосать, вампиры, Тюрьмой, налогом, нищетой! У вас – вся власть, все блага мира, А наше право – звук пустой ! Мы жизнь построим по-иному – И вот наш лозунг боевой: Вся власть народу трудовому! А дармоедов всех долой! Припев Презренны вы в своём богатстве, Угля и стали короли! Вы ваши троны, тунеядцы, На наших спинах возвели. Заводы, фабрики, палаты – Всё нашим создано трудом. Пора! Мы требуем возврата Того, что взято грабежом. Припев Довольно королям в угоду Дурманить нас в чаду войны! Война тиранам! Мир Народу! ¡Бастуйте, армии сыны! Когда ж тираны нас заставят В бою геройски пасть за них – Убийцы, в вас тогда направим Мы жерла пушек боевых! Припев Лишь мы, работники всемирной Великой армии труда, Владеть землёй имеем право, Но паразиты – никогда! И если гром великий грянет Над сворой псов и палачей, – Для нас всё так же солнце станет Сиять огнём своих лучей. Припев http://feb-web.ru/feb/litenc/encyclop/le4/le4-5401.htm A. V. Lunacharskiy (ed.). ИНТЕРНАЦИОНАЛ. Фундаментальная Электронная Библиотека. | Alfabeto latino ruso Vstavaj, proklätjem zaklejmönnyj, Vesj mir golodnyh i rabov! Kipit naš razum vozmuśönnyj I v smertnyj boj vesti gotov. Vesj mir nasiljä my razrušim Do osnovanjä, a zatem My naš, my novyj mir postroim, – Kto byl ničem, tot stanet vsem. Pripev: Eto jestj naš poslednij I rešiteljnyj boj; S Internacionalom Vospränet rod lüdskoj! Nikto ne dast nam izbavlenjä: Ni bog, ni carj i ne geroj! Dobjömsä my osvoboždenjä Svojeju sobstvennoj rukoj. Čtob svergnutj gnöt rukoj umeloj, Otvojevatj svojo dobro, – Vzduvajte gorn i kujte smelo, Poka železo goräčo! Pripev Dovoljno krovj sosatj, vampiry, Türjmoj, nalogom, niśetoj! U vas – vsä vlastj, vse blaga mira, A naše pravo – zvuk pustoj! My žiznj postroim po-inomu – I vot naš lozung bojevoj: Vsä vlastj narodu trudovomu! A darmojedov vseh doloj! Pripev Prezrenny vy v svojom bogatstve, Uglä i stali koroli! Vy vaši trony, tunejadcy, Na naših spinah vozveli. Zavody, fabriki, palaty – Vsjo našim sozdano trudom. Pora! My trebujem vozvrata Tovo, čto vzäto grabežom. Pripev Dovoljno koroläm v ugodu Durmanitj nas v čadu vojny! Vojna tiranam! Mir Narodu! Bastujte, armii syny! Kogda ž tirany nas zastavät V boju gerojski pastj za nih – Ubijcy, v vas togda napravim my žerla pušek bojevyh! Pripev Lišj my, rabotniki vsemirnoj Velikoj armii truda, Vladetj zemlöj imejem pravo, No parazity – nikogda! I jesli grom velikij gränet Nad svoroj psov i palačej, – Dlä nas vsö tak že solnce stanet sijatj ognöm svoih lučej. Pripev | Transcripción AFI | Traducción al español Levántate, marcado con una maldición, ¡El mundo entero está hambriento y esclavizado! Nuestra mente indignada está hirviendo Y dispuesto a luchar hasta la muerte. Destruiremos todo el mundo de la violencia. Hasta el suelo y luego Somos nuestros, construiremos un mundo nuevo, - El que era nada llegará a ser todo. Estribillo:' Este es el último Y una batalla decisiva; Con la Internacional ¡La raza humana surgirá! Nadie nos librará: ¡Ni un dios, ni un rey, ni un héroe! Alcanzaremos la liberación Con mi propia mano. Para derribar la opresión con mano hábil, Para recuperar sus bienes, - Sopla la fragua y ataca con valentía, ¡Mientras la plancha esté caliente! Estribillo Basta de chupar sangre, vampiros, ¡Prisión, impuestos, pobreza! Tienes todo el poder, todas las bendiciones del mundo, ¡Y nuestra derecha es un sonido vacío! Construiremos la vida de otra manera. Y aquí está nuestro lema de lucha: ¡Todo el poder para los trabajadores! ¡Y abajo todos los parásitos! Estribillo Eres despreciable en tu riqueza, ¡El carbón y el acero son reyes! Ustedes son sus tronos, parásitos, Construido sobre nuestras espaldas. Plantas, fábricas, cámaras - Todo fue creado por nuestro esfuerzo. ¡Es hora! Exigimos un reembolso De él que se llevó por robo. Estribillo Suficiente para complacer a los reyes ¡Aturdidnos con los vapores de la guerra! ¡Guerra a los tiranos! ¡Paz al Pueblo! ¡A la huelga, hijos del ejército! ¿Cuándo nos obligarán los tiranos? En la batalla, cae heroicamente ante ellos. Asesinos, entonces los dirigiremos hacia ustedes. ¡Somos las bocas de los cañones de batalla! Estribillo Sólo nosotros, trabajadores del mundo. Gran Ejército del Trabajo, Tenemos derecho a poseer tierras. ¡Pero jamás parásitos! Y si un gran trueno cae Sobre una jauría de perros y verdugos, Para nosotros el sol seguirá siendo el mismo Brilla con el fuego de tus rayos. Estribillo |

## Himno del partido bolchevique
El Himno del partido bolchevique (Гимн партии большевиков / Gimn partii boljševikov) usaba la misma melodía que el himno soviético, pero con diferentes letras escritas por Vasily Lebedev-Kumach. Los compases de apertura de la canción se muestran de La vida se ha vuelto mejor (Жить стало лучше / Žitj stalo lučše), una de las piezas anteriores de Alexandrov. Desde la década de 1930 hasta la década de 1950, esto sirvió como el himno no oficial del  partido bolchevique. En 2016, Comunistas de Rusia declaró que esta pieza es su himno de partido.
| Ruso original Страны небывалой свободные дети, Сегодня мы гордую песню поём О партии самой могучей на свете, О самом большом человеке своём. Припев: Славой Ленина/овеяна, волею Сталина/спаяна, Крепни и здравствуй во веки веков Партия Ленина, партия Сталина Мудрая партия большевиков! Страну от Кремля создала на земле ты Могучую Родину вольных людей. Стоит как утёс государство Советов, Рожденное силой и правдой твоей. Припев Изменников подлых гнилую породу Ты грозно сметаешь с пути своего. Ты гордость народа, ты мудрость народа, Ты сердце народа и совесть его. Припев И Маркса и Энгельса пламенный гений Предвидел коммуны грядущий восход. Дорогу к свободе наметил нам Ленин И Сталин великий по ней нас ведёт. Припев http://www.sovmusic.ru/text.php?from_sam=1&fname=s13209 SovMusic.ru - Гимн партии большевиков. www.sovmusic.ru. Retrieved 2019-11-03. | Alfabeto latino ruso Strany nebyvaloj svobodnije deti, Segodnä my gorduju pesnü pojom O partii samoj mogučej na svete, O samom boljšom čeloveke svojom. Pripev: Slavoj Lenina/ovejana, voleju Stalina/spajana, Krepni i zdravstvuj vo veki vekov Partija Lenina, partija Stalina Mudraja partija boljševikov! Stranu ot Kremlä sozdala na zemle ty Mogučuju Rodinu voljnyh lüdej. Stoit kak utös gosudarstvo Sovetov, Roždennoje siloj i pravdoj tvojej. Pripev Izmennikov podlyh gniluju porodu Ty grozno smetaješj s puti svojevo. Ty gordostj naroda, ty mudrostj naroda, Ty serdce naroda i sovestj jevo. Pripev I Marxa i Engeljsa plamennyj genij Predvidel kommuny gräduśij voshod. Dorogu k svobode nametil nam Lenin I Stalin velikij po nej nas vedöt. Pripev | Transcripción AFI | Traducción al español Niños libres de una nación sin precedentes Hoy con orgullo cantamos una canción Acerca del partido más poderoso del mundo Y acerca de sus fabulosos hombres Estribillo: Avivada con gloria/por Lenin, soldado con voluntad/por Stalin Crece y vive por la eternidad Partido de Lenin, partido de Stalin El sabio partido de los bolcheviques Has creado del país desde el Kremlin Nuestra madre patria poderosa del pueblo libre El estado soviético permanece como una roca Nacido por tu poder y verdad (Estribillo) Raza podrida de viles traidores Se alejan de nuestro camino con un fuerte puño Eres orgullo del pueblo, eres sabiduría del pueblo Eres el corazón del pueblo y su conciencia (Estribillo) Los brillantes genios de Marx y Engels Vieron el futuro amanecer de la comuna Lenin nos ha dirigido al camino de la libertad Y el gran Stalin nos lidera hacia él |